# Gauliga 1937-1938
L'edizione 1937-1938 della Gauliga vide la vittoria finale dell'Hannover 96.

## Partecipanti
| Squadra                | qualificata come                          |
| Yorck Boyen Insterburg | Campione della Gauliga Ostpreußen         |
| Stettiner SC           | Campione della Gauliga Pommern            |
| Berliner SV 92         | Campione della Gauliga Berlin-Brandenburg |
| Vorwärts Gleiwitz      | Campione della Gauliga Schlesien          |
| BC Hartha              | Campione della Gauliga Sachsen            |
| SV Dessau 05           | Campione della Gauliga Mitte              |
| Amburgo                | Campione della Gauliga Nordmark           |
| Hannover 96            | Campione della Gauliga Niedersachsen      |
| Schalke 04             | Campione della Gauliga Westfalen          |
| Fortuna Düsseldorf     | Campione della Gauliga Niederrhein        |
| Alemannia Aquisgrana   | Campione della Gauliga Mittelrhein        |
| FC Hanau 93            | Campione della Gauliga Hessen             |
| Eintracht Francoforte  | Campione della Gauliga Südwest            |
| VfR Mannheim           | Campione della Gauliga Baden              |
| Stoccarda              | Campione della Gauliga Württemberg        |
| Norimberga             | Campione della Gauliga Bayern             |

## Fase a gironi

### Gruppo A
|   | Classifica             | Pt | G | V | N | P | GF | GS |
| - | ---------------------- | -- | - | - | - | - | -- | -- |
| 1 | Amburgo                | 10 | 6 | 5 | 0 | 1 | 21 | 5  |
| 2 | Eintracht Francoforte  | 10 | 6 | 5 | 0 | 1 | 24 | 13 |
| 3 | Stettiner SC           | 4  | 6 | 2 | 0 | 4 | 12 | 18 |
| 4 | Yorck Boyen Insterburg | 0  | 6 | 0 | 0 | 6 | 4  | 25 |

### Gruppo B
|   | Classifica     | Pt | G | V | N | P | GF | GS |
| - | -------------- | -- | - | - | - | - | -- | -- |
| 1 | Schalke 04     | 8  | 6 | 3 | 2 | 1 | 19 | 6  |
| 2 | VfR Mannheim   | 8  | 6 | 3 | 2 | 1 | 15 | 10 |
| 3 | Berliner SV 92 | 4  | 6 | 1 | 2 | 3 | 8  | 11 |
| 4 | SV Dessau 05   | 4  | 6 | 1 | 2 | 3 | 6  | 21 |

### Gruppo C
|   | Classifica         | Pt | G | V | N | P | GF | GS |
| - | ------------------ | -- | - | - | - | - | -- | -- |
| 1 | Fortuna Düsseldorf | 10 | 6 | 4 | 2 | 0 | 14 | 4  |
| 2 | BC Hartha          | 6  | 6 | 1 | 4 | 1 | 8  | 12 |
| 3 | Stoccarda          | 5  | 6 | 2 | 1 | 3 | 14 | 9  |
| 4 | Vorwärts Gleiwitz  | 3  | 6 | 1 | 1 | 4 | 9  | 20 |

### Gruppo D
|   | Classifica       | Pt | G | V | N | P | GF | GS |
| - | ---------------- | -- | - | - | - | - | -- | -- |
| 1 | Hannover 96      | 12 | 6 | 6 | 0 | 0 | 16 | 5  |
| 2 | Norimberga       | 8  | 6 | 4 | 0 | 2 | 15 | 9  |
| 3 | Alemannia Aachen | 4  | 6 | 2 | 0 | 4 | 11 | 17 |
| 4 | FC Hanau 93      | 0  | 6 | 0 | 0 | 6 | 5  | 16 |

## Fase finale

### Semifinali
| Schalke 04 | 1 – 0 | Fortuna Düsseldorf |

| Hannover 96 | 3 – 2 dts | Amburgo |

### Finale
| Hannover 96 | 4 – 3 dts | Schalke 04 |

una prima finale venne giocata all'Olympiastadion di Berlino il 26 giugno 1938 e terminò 3-3 dopo i tempi supplementari

## Verdetti
- Hannover 96 campione del Terzo Reich 1937-38.